# Louis Béroud
Louis Béroud (Lyon, 1852-París, 1930) fue un pintor francés que realizó un arduo trabajo en el Museo de Louvre, reparando cuadros e inspirándose en ellos. El 22 de agosto de 1911, cuando pretendía apreciar La Gioconda, notó que no estaba y dio aviso a las autoridades; el cuadro había sido robado por Vincenzo Peruggia en complicidad con Eduardo Valfierno.

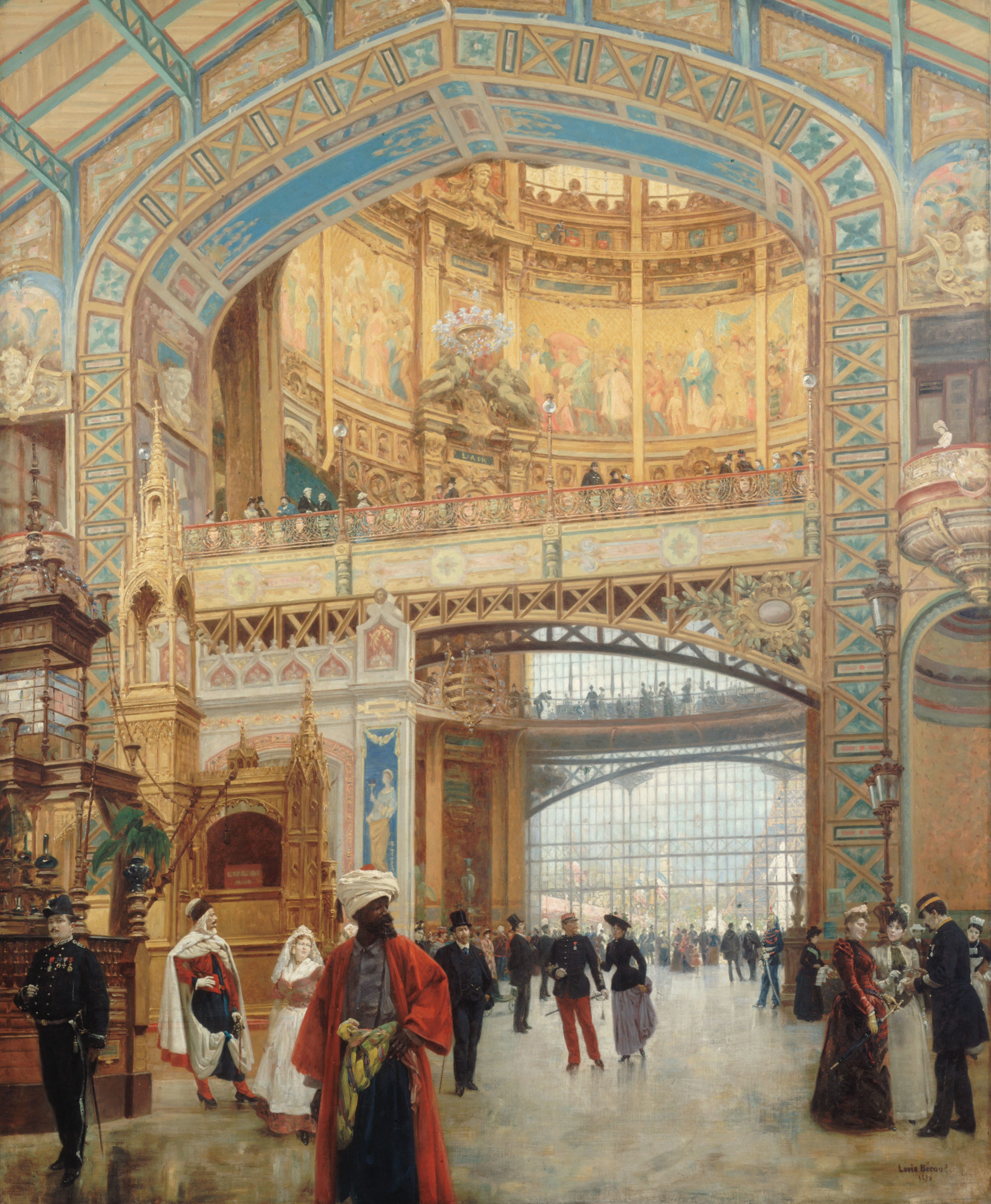
Domo Central Machines Exposition Universelle de Paris 1889, por Louis Beroud.

- Datos: Q1379485
- Multimedia: Louis Béroud / Q1379485